# 1553
´
| 1553               |
| ------------------ |
| Dødsfald - Fødsler |
|                    |

| Gregoriansk kalender | 1553 MDLIII             |
| Ab urbe condita      | 2306                    |
| Armensk kalender     | 1002 ԹՎ ՌԲ              |
| Kinesiske kalender   | 4249 – 4250 壬子 – 癸丑 |
| Etiopisk kalender    | 1545 – 1546             |
| Jødisk kalender      | 5313 – 5314             |
| Hindukalendere       |                         |
| - Vikram Samvat      | 1608 – 1609             |
| - Shaka Samvat       | 1475 – 1476             |
| - Kali Yuga          | 4654 – 4655             |
| Iransk kalender      | 931 – 932               |
| Islamisk kalender    | 960 – 961               |

Konge i Danmark: Christian 3. 1534 – 1559

## Begivenheder
- 10. juli - Lady Jane Grey udråbes som dronning af England efter Edvard 6.'s død
- 19. juli - Maria 1. bliver formelt dronning af England
- 12. august - Pave Julius 3. beordrer jødiske talmud-skrifter konfiskeret og brændt
- 8. oktober - Kong Christian 3. eftergiver Køge den årlige byskat, efter et bønskrift fra byen. Køge havde finansielle problemer på grund af et nyt rådhus (der endnu ikke var færdigt)

## Født
- 27. maj – Erik Nielsen Munk Lange dansk adelsmand, alkymist (død 1592.)
- 13. december – Henrik af Navarra, Henrik 4. af Frankrig (død 1610.)

## Dødsfald
- 6. juli - Edvard 6. af England (født 1537.)